# Homo rhodesiensis
L'Homo rhodesiensis (Woodward, 1921) è il nome dato a un ominide bipede, considerato un discendente dell'Homo antecessor e antenato dell'Homo sapiens. Assieme alla specie Homo heidelbergensis è stato proposto la denominazione Homo bodoensis nel 2021.

## Ritrovamenti
La specie fu descritta a partire da un cranio ritrovato nel 1921 da un minatore svizzero, Tom Zwiglaar, in una miniera di ferro e zinco a Broken Hill nell'allora Rhodesia del Nord. La località attualmente viene chiamata Kabwe e si trova nello Zambia.
Oltre al cranio furono ritrovati la mascella superiore di un altro individuo, un osso sacro, una tibia e due frammenti di femore. Al momento della scoperta fu chiamato H. rhodesiensis, cioè "Uomo della Rhodesia"; oggi viene indicato anche come "Uomo di Broken Hill" o "Uomo di Kabwe".

## Morfologia
La relazione tra le ossa non è ancora stabilita con assoluta certezza, ma la tibia e il femore hanno in genere delle relazioni precise con il cranio, a cui è stata assegnata un'età compresa tra  125 000 e 300 000 anni.
La capacità cranica è stata calcolata in 1300 cm³, in linea con le dimensioni attese per la datazione di assegnazione. Il cranio, intermedio tra quello dell'Homo sapiens e quello dell'Homo neanderthalensis, presenta un viso largo con un grande naso e arcate sopracciliari imponenti, come l'H. neanderthalensis. L'H. rhodesiensis apparterrebbe al gruppo dell'Homo heidelbergensis e sono state proposte classificazioni come H. sapiens arcaico o H. sapiens rhodesiensis. Tim D. White ritiene che l'Homo rhodesiensis sia l'antenato dell'Homo sapiens idaltu, a sua volta all'origine dell'Homo sapiens sapiens.

## Ulteriori siti di ritrovamento
Si ritiene che appartengano alla stessa specie dell'H. rhodesiensis anche i fossili ritrovati nei seguenti siti:
Algeria
- Tighenif

Marocco
- Dar-es-Soltane
- Salé
- Rabat
- Thomas
- Djbel Irhoud
- Sidi Aberrahaman

Etiopia
- Bodo
- Gawis

Tanzania
- Eyasi
- Ndutu

Zambia
- Broken Hill (Kabwe)

Sud Africa
- Hopefield